# Liste der Geotope im Landkreis Osterholz
Die Liste der Geotope im Landkreis Osterholz nennt die Geotope im Landkreis Osterholz in Niedersachsen.
| Geotop-Nr. | Bezeichnung                | Ort | Bemerkung | Koordinaten                    | Bild      |
| ---------- | -------------------------- | --- | --- | ------------------------------ | --------- |
| 2619/03    | Heilsberg                  | ca. 3,3 km NE Hambergen, Vollersode | Geotoptyp: glaziale Aufschüttungsform. Petrographie: Dünenartige Hügelkuppe aus Sanden und Kiesen fluvioglazialer Entstehung. Im Landschaftsschutzgebiet LSG OHZ 9.                                                                          | 53° 20′ 2,4″ N, 8° 51′ 21,6″ O |           |
| 2718/01    | Kleinsthochmoor            | Osterholz-Scharmbeck | Geotoptyp: Kleinsthochmoor. | 53° 15′ 7,9″ N, 8° 43′ 32,2″ O |           |
| 2719/01    | Findling „De grote Stehen“ | 500 m W Hilsdorf, 20 m E B 74 am Feldrand, ragt in benachbarten Graben                                                                                           | Geotoptyp: Findling. Länge 3,2 m, Breite 2,5 m, Höhe 1 m, ellipsoide Form. Stratigraphie: Quartär-Pleistozän, Drenthe-Vereisung. Petrographie: Granit, grobkörnig, 1 feinkörnige Bank, grobkörniger Bereich z. T. vergrust, steckt im Boden. | 53° 17′ 52,8″ N, 8° 50′ 9,6″ O |           |
| 2719/06    | „Günnemoor“ (Teufelsmoor)  | Es macht einen großen Teil des Landkreises Osterholz (nördlich von Bremen) aus und reicht in angrenzende Teile des Landkreises Rotenburg (Gemeinde Gnarrenburg). | Geotoptyp: Hochmoor. Stratigraphie: Quartär. | 53° 16′ 48″ N, 8° 54′ 36″ O    | Günnemoor |